# NGC 6499
NGC 6499 је двојна звезда у сазвежђу Херкул која се налази на NGC листи објеката дубоког неба.
Деклинација објекта је + 18° 21' 34" а ректасцензија 17h 55m 20,0s. Привидна величина (магнитуда) објекта NGC 6499 износи 13,4.